# Pazos (Cespón)
Pazos es una aldea española situada en la parroquia de Cespón, del municipio de Boiro, en la provincia de La Coruña, Galicia.

## Demografía
| Gráfica de evolución demográfica de Pazos entre 2000 y 2018 |
|                                                             |
| Datos según el nomenclátor publicado por el INE.            |